# Ненад Бућин
Ненад Бућин (1935 — Котор, 2. новембар 2013) био је члан Председништва СФРЈ од 15. маја 1989. године до 16. марта 1991, када је поднео оставку, заједно са Борисавом Јовићем. На овој функцији налазио се као представник СР Црне Горе. Такође је био функционер Савеза комуниста Југославије.
Током свог рада у Председништву, залагао се за борбу против независности Црне Горе и био је противник црногорског језика.
Од августа 2012. године је био члан Демократског фронта.
Након тешке болести, преминуо је у Котору, 2. новембра 2013. године. Сахрањен је на гробљу код цркве Светог Ђорђа у Доњем Ораховцу, код Котора.